# Ciugud (gmina)
Ciugud – gmina w Rumunii, w okręgu Alba. Obejmuje miejscowości Ciugud, Drâmbar, Hăpria, Limba, Șeușa i Teleac. W 2011 roku liczyła 3048 mieszkańców.

## Demografia
Skład etniczny według spisu z 2011 roku:
- Rumuni – 2941 (96,49 %)
- Węgrzy – 10 (0,33 %)
- Romowie – 9 (0,30 %)
- nieokreślona przynależność – 85 (2,79 %)